# بن ونش
بين ونش (بالإنجليزية: Ben Winch)‏ (1973)؛ روائي أسترالي.